# 第一次英国—阿富汗战争
第一次英国－阿富汗战争（简称第一次英阿战争，部分英國人稱為阿富汗大災難）是英國東印度公司与阿富汗酋长国之间的一场战争，在1839年爆发，1842年结束。是次战争乃19世纪期间，英俄在中亞大博弈期間首场大型武裝冲突。

## 起因
1837年，英国人虽然已经牢固地控制了印度，但是，英国人开始担心俄国从开伯尔山口和波伦山口入侵印度，扩张其帝国。英国派使节到喀布尔，希望和阿富汗国王多斯特·穆罕默德·汗（Dost Mahommed Khan）结盟，以对抗俄国。当时，锡克帝国刚刚夺去了阿富汗重镇白沙瓦，多斯特·穆罕默德希望得到英国人支持，收复此城，但英国人却拒绝支持他。俄国随后亦派遣了使节到喀布尔，并表示支持多斯特·穆罕默德收复白沙瓦。印度总督乔治·伊登（后为奧克蘭伯爵）的顾问夸大了此事的影响。1838年，俄国与阿富汗谈判破裂，波斯-俄国联军随即围攻阿富汗西部城市赫拉特。俄国为增长在亚洲的影响力，与波斯结盟，而后者与阿富汗一直有领土争议 - 赫拉特一直在波斯帝国的版图里面，直到1750年阿富汗夺去了赫拉特。奥克兰勋爵的计划是，首先为阿富汗人解围，然后扶植一个亲英的君主，代替多斯特·穆罕默德。英国人后来选定舒亚·沙阿·杜拉尼（Shuja Shah Durrani）为新一任国王。
为得到入侵阿富汗的理由，奥克兰勋爵在1838年10月发表了西姆拉宣言（Simla Manifesto），交代了英军入侵阿富汗的四个理由。宣言表明，为确保印度的安全，英国在印度西部要有一个可靠的盟友。英国入侵阿富汗，只是为了帮助舒亚·沙阿重夺皇位。英国不否认自己入侵阿富汗，但表明此举只是为了帮助阿富汗人建立合法政府，对抗外国干涉与国内乱党。实际上，舒亚·沙阿的统治，完全靠英军镇压乱党维持，收买酋长的资金亦由英国提供，英国之所以入侵阿富汗，是为了在阿富汗建立一个亲英政权，对抗亲俄的波斯，削弱俄国的影响力，使印度免受俄国威胁。

## 進攻

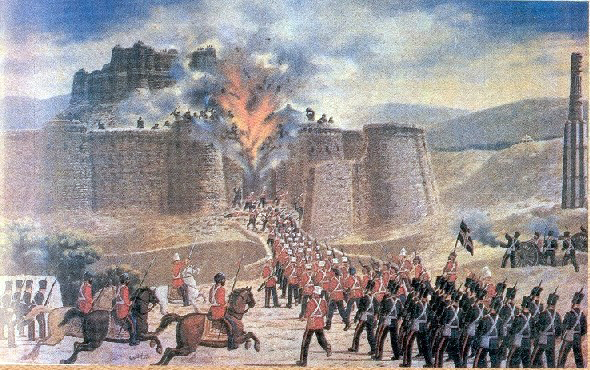
英军部队围攻加兹尼堡垒

1838年12月，一支21,000人的英军部队（包括英国人和印度人），在约翰·基恩爵士的指挥下，离开旁遮普。随行的是威廉·海·麦克納滕，加尔各达布政司，他将是新一任英国驻阿富汗大使。1839年3月末，英军部队抵达奎達，穿过波伦山口，启程前往喀布尔。大军行经崎岖山地，穿越沙漠，翻越海拔达4,000米的山口，但进展仍然很快。1839年4月25日，英军已经抵达了坎大哈。同年7月22日，英军发动奇袭，夺取了固若金汤的、通往西北边境门户的加兹尼堡垒。
英军炸开了城门，随即开入城内。是次围城，英军200人伤亡，阿军500人阵亡，1,600人被俘，受伤人数不详。英军在加兹尼得到了大量补给，足够继续进军。
英军随后大胜由多斯特·穆罕默德之子带领的阿富汗军。多斯特·穆罕默德与他的追随者一起逃往中亚的布哈拉，途径巴米扬。1839年8月，在失去王位近30年后，舒亚·沙阿在喀布尔重登王位。

### 卡拉特
1839年11月13日，为报复骚扰行往波轮山口的英军车队的俾路支人，一支返回印度的孟买部队突袭了位于卡拉特的俾路支堡垒。

## 占领

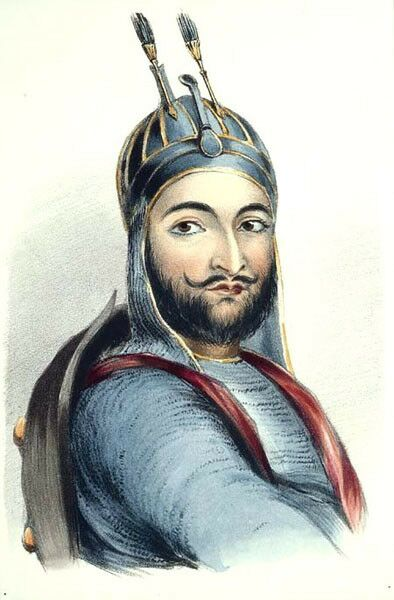
阿克巴尔·汗

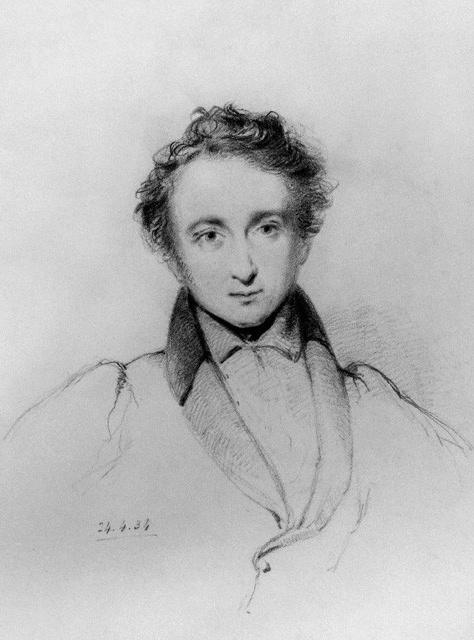
遇害上尉亞歷山大·伯恩斯

战后，英军大部分士兵都返回了印度，只留下8,000人驻守在阿富汗。但是，阿富汗叛乱不断，英国需要大量驻军阿富汗，才能维持舒亚·沙阿的统治。为了提升驻军士气，威廉·海·麦克納滕允许士兵家属随军驻守阿富汗。阿富汗人视之为永久驻军的表现，变得更加愤怒。多斯特·穆罕默德率军进攻英军获败，随后更投降被俘，被关押在印度。
同时，英军撤出了巴拉希萨尔堡，在喀布尔东北部重建了一个哨站。哨站选址不佳，四面环山，布满沼泽。令情况更恶劣的是，哨站驻军数量过多，超出负荷，防线又长达两公里，而且补给都储存在一个独立的堡垒，距离主要哨站300英里。
1841年4月-10月间，不少心怀不满的阿富汗酋长投向了多斯特·穆罕默德之子，阿克巴尔·汗（Akbar Khan）。叛军活跃在北部城市巴米扬一带，由米尔·马斯迪·汗（Mir Masjidi Khan）等人领导。1841年11月，英军军官亞歷山大·伯恩斯上尉（Captain Alexander Burnes）及其兄弟查爾斯·伯恩斯中尉( Lt. Charles Burnes)和另一名軍官喬治·布羅德富特少校(Major George Broadfoot)在喀布尔遇害，凶手是当地暴民。英军却未因此而采取行动，助长了叛军气焰。同年11月9日，因为叛军夺取了位于喀布尔的、缺乏防御的、储存补给的堡垒，形势进一步恶化。接下来的一周里，英军指挥官试图与阿克巴尔·汗协商。麦克納滕表面上悬赏阿克巴尔·汗，暗地里却提议，让他当上阿富汗的維齊爾，条件是允许英军驻军。次月23日，麦克納滕与阿克巴尔·汗在英军一个哨站附近会面，但是，阿克巴尔·汗绑架了麦克納滕和同行的三个军官，更杀害了四人。麦克納滕的遗体被暴徒拖到喀布尔的街道上，拉到市集上展示。威廉·埃尔芬斯通少將失去了对部分士兵的控制，权威也受到了极大的打击。

## 覆灭

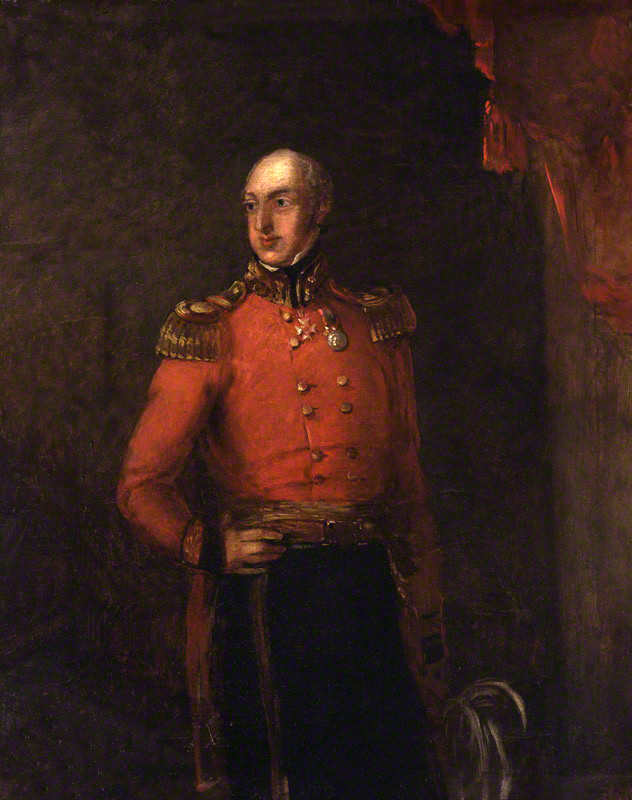
威廉·喬治·基思·埃爾芬斯通少將

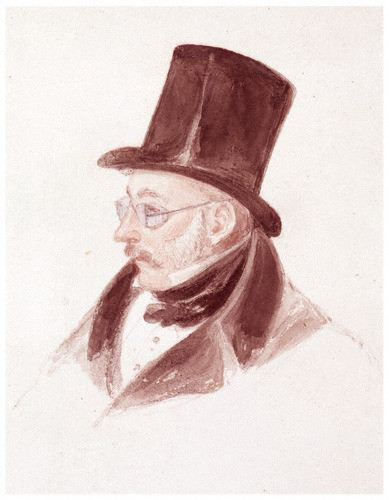
威廉·海·麥克納滕

1842年1月1日，埃尔芬斯通与叛军达成了协议，叛军保证驻军及其家属能够安全撤出阿富汗。五日后，英军开始撤退。队伍总人数为16,000人，当中有4,500个军人，12,000个平民。大部分士兵都是印度人，只有一个由英国人组成的团，第44步兵團。
吉尔扎伊战士在队伍经过山口时发动了突袭。队伍在险恶的峡谷中行进了30英里（48），渡过喀布尔河，最终在甘大麦（Gandamak）遇袭。此后，队伍只剩下了40多人，失去了马匹，只能依靠双脚前进。地面冰冻，没有遮掩，粮食只能维持几个星期。队伍的武器只剩下几支火枪，几把军官用的手枪和几把剑。第44团全军覆没，只剩下苏特尔上尉（Cpt. Souter），费尔中士（Sgt. Fair）和七个士兵生还，全部被俘。队伍唯一到达賈拉拉巴德的成员是威廉·布萊登医生（Dr. William Brydon）。

## 报复
除了进攻自喀布尔撤退的英军，阿富汗军队还进攻了自阿富汗其他地区撤退的英军。在其他地区爆发的战斗，分别为賈拉拉巴德战役与第二次加兹尼战役。虽然英军失去了加兹尼，但在其他地区的驻军仍然坚守到1841年春，等待来自印度的援军解围。英军在賈拉拉巴德附近击败了阿克巴尔·汗，为重夺喀布尔，重建英国在阿富汗的霸权奠定了基础。 
奧克蘭伯爵开始中风，其印度总督职务，由艾伦巴勒伯爵（Lord Ellenborough）顶替。艾伦巴勒伯爵受到指示，要完结阿富汗战争。他命令部队在报复、解救战俘之后撤出喀布尔，返回印度。
1842年8月，威廉·诺特（William Nott）率军自坎大哈出发，沿途抢劫乡村，拆毁堡垒。同时，乔治·波洛克（George Pollock）率领另一支驻守于白沙瓦的、士气低落的军队，穿过开伯尔山口，抵达賈拉拉巴德，与羅伯特·塞勒（Robert Sales）会合。英军在賈拉拉巴德对阿富汗军取得了一次决定性的胜利。此后英军势如破竹，最终在1842年9月重夺喀布尔。入城后，英军解救了所有战俘，拆毁了市集，随后经开伯尔山口撤退。多斯特·穆罕默德获得释放，重登王位，最后在1863年6月9日去世。

## 影响
在接下来的三十年里，沙俄一直向阿富汗稳步推进。1842年时，沙俄的边界仍在鹹海的另一侧，与阿富汗隔海对望。五年后，沙俄已在阿姆河设立哨站。1865年，沙俄正式吞并塔什干，三年后吞并了撒馬爾罕。1873年，沙俄与布哈拉埃米爾阿利姆·汗（Alim Khan）签订条约，剥夺了后者的实权。俄国基本上完全占据了阿姆河以北的土地。
1878年，英军再次入侵阿富汗，是为第二次英阿战争。
巴特勒爵士夫人（Lady Butler）名作Remnants of an Army就是以第二次英阿战争为题。 
1843年，英军幸存者之一随军牧师G·R·葛雷牧师（Rev. G.R. Gleig）出版了一部关于第一次英阿战争的回忆录。他写道：“这是一场没有明智计划就发动的战争，既盲动又怯懦，最终带来了灾难。无论是主导这场战争的政府，还是参与这场战争的部队，都没有得到多少荣誉。无论是政治抑或军事方面，都无人受益。撤出阿富汗的部队，与败军无异。”

### 大众文化
第一次英阿战争在多部小说中出现过。乔治·麦当劳·弗雷泽的小说Flashman就出现了第一次英阿战争。布赖登的经历影响了福尔摩斯中的角色，华生的设定（但华生参与的是第二次英阿战争）。艾玛·德拉蒙德的小说Beyond all Frontiers'就是根据这场战争改编。

## 战斗荣誉
东印度公司所有渡过了波轮山口的部队都获得了“阿富汗1839年”的战斗荣誉，时间是1839年11月19日。1916年，宪报将阿富汗的拼写方式由“Afghanistan”改为“Affghanistan”。所有与这场战争有关的战斗荣誉，在印度独立后都被视为non-repugnant的战斗荣誉。下列单位获得了战斗荣誉：
- 第4孟加拉非正规骑兵团 - 第1骑兵团
- 第5马德拉斯步兵团
- 浦那辅助骑兵团 - 浦那骑兵团
- 孟买工兵及爆破兵团 - 孟买工兵团
- 第31孟加拉步兵团
- 第43孟加拉步兵团
- 第19孟买步兵团
- 第1孟买骑兵团 - 第13枪骑兵团（巴基斯坦）
- 第2及第3孟加拉步兵团
- 第2及第3孟加拉工兵及爆破兵团
- 第16、第35、第37及第48孟加拉步兵团
- 第42孟加拉步兵团

## 进阶阅读
- Fowler, Corinne, (2007) Chasing Tales: travel writing, journalism and the history of British ideas about Afghanistan, Rodopi: Amsterdam.
- Greenwood, Joseph, (1844) Narrative of the late Victorious Campaign in Affghanistan, under General Pollock: With recollections of seven years' service in India. London: H. Colburn
- Hopkirk, Peter, (1992) The Great Game, New York, NY: Kodansha America, ISBN 1-56836-022-3
- Kaye, Sir John, (1860) History of the First Afghan War, London.
- Macrory, Patrick, (2002) Retreat from Kabul: The Catastrophic British Defeat in Afghanistan, 1842. Guilford, CT: The Lyons Press. ISBN 978-1-59921-177-0
- Macrory, Patrick, (1966) "The Fierce Pawns", J.B. Lippincott Company, Philadelphia
- Perry, James M., (1996), Arrogant Armies: Great Military Disasters and the Generals Behind Them. New York:Wiley. ISBN 978-0-471-11976-0

## 注脚
1. ↑  L.W. Adamec/J.A. Norris, ANGLO-AFGHAN WARS （页面存档备份，存于）, in Encycloædia Iranica, online ed., 2010
2. ↑  J.A. Norris, ANGLO-AFGHAN RELATIONS （页面存档备份，存于）, in Encycloædia Iranica, online ed., 2010
3. 1 2 3 4  Baxter, Craig. . Federal Research Division, Library of Congress  (编). . Baton Rouge, LA: Claitor’s Pub. Division. 2001  [23 September 2011]. ISBN 1-57980-744-5. （原始内容存档于2012-06-20）. |chapter=被忽略 (帮助)
4. 1 2  Keay, John.  revised. New York, NY: Grove Press. 2010: 418–9. ISBN 978-0-8021-4558-1.
5. ↑  David, Saul, Victoria's Wars, 2007, Penguin Books, p. 17.
6. ↑  David, Saul, Victoria's Wars, 2007, Penguin Books, p. 41.
7. ↑  Nur i Kohistan, Lahore, 1957, pp. 49 - 52.
8. ↑  Macrory, Patrick, Retreat From Kabul: The Catastrophic Defeat In Afghanistan, 1942, 2002, The Lyons Press, p. 203.
9. ↑  Blackburn, Terence R, The extermination of a British army: the retreat from Cabul, New Delhi: A.P.H. 2008, Publishing Corporation, p. 121.
10. ↑  Gleig, George R. Sale's Brigade In Afghanistan （页面存档备份，存于）, John Murray, 1879, p. 181.